# Вибори народних депутатів СРСР 1989
26 березня 1989 року в Радянському Союзі відбулися перші вільні вибори народних депутатів СРСР, які стали початком реальних змін в політичній системі країни і держави.

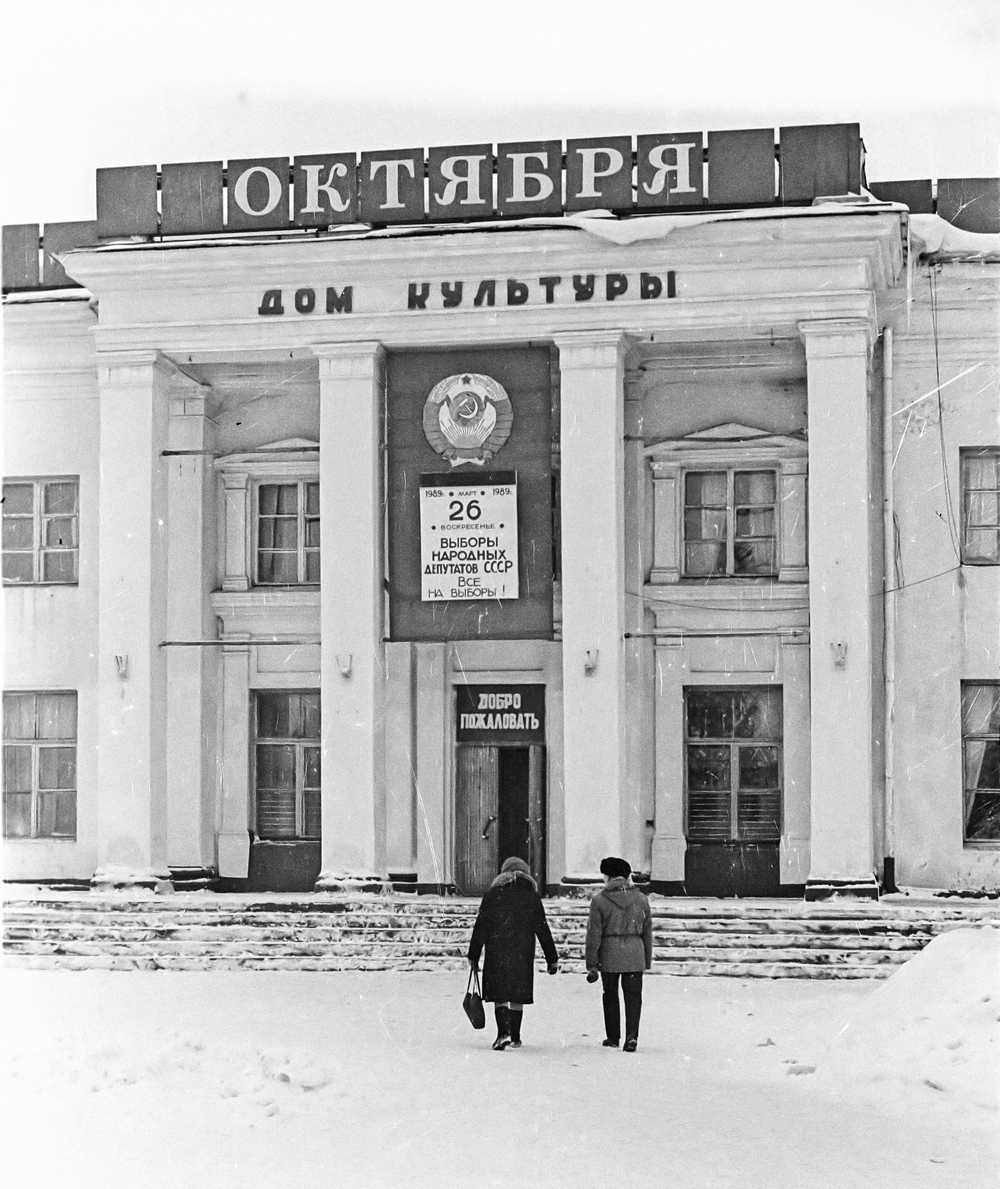
Culture Hall is prepared for legislative election in Pereslavl (1989)

Реальне формування бази для проведення перших в країні незалежних виборів дали підготовка і проведення XIX всесоюзної партконференції, яка пройшла влітку 1988 року. Партконференція прийняла п'ять резолюцій: «Про демократизацію радянського суспільства і реформу політичної системи», «Про боротьбу з бюрократизмом», «Про міжнаціональні відносини», «Про гласність» і «Про правову реформу». Найважливішим в резолюції «Про демократизацію радянського суспільства і реформу політичної системи» була заснування нового найвищого органу законодавчої влади — З'їзду народних депутатів СРСР, а також проведення виборів на змагальній і альтернативній основі.
Восени 1989 року були прийняті необхідні зміни до Конституції СРСР і новий закон СРСР «Про вибори народних депутатів СРСР».
Найвищим органом влади країни оголошувався З'їзд народних депутатів СРСР. Відповідно до зміненої Конституції, він обирався строком на п'ять років. Передбачалося, що у повному складі З'їзд збиратиметься один раз в рік. Для вирішення повсякденних питань законодавчої діяльності і здійснення контрольних повноважень З'їзд обирав з свого складу Верховну Раду, яка діятиме постійно.
Згідно із Законом, З'їзд народних депутатів СРСР формувався з 2250 чоловік і складався з трьох частин. 750 депутатів обиралися у територіальних округах на основі рівного виборчого права, 750 — таким же чином по національно-територіальних округах. Ще 750 складали не вибрані, а призначені депутати. 100 з них представляли КПРС, 100 — державні профспілки, 75 — ВЛКСМ. Решту місць розподілили громадські організації, наукові товариства, творчі союзи.
Висунення кандидатів здійснювалося на зборах трудових колективах і громадських організацій. Інші форми, такі як збір підписів тощо, не передбачалися. Між висуненням і попаданням у виборчий бюлетень, кандидат мав пройти ще одну стадію. Закон про вибори передбачав проведення окружних передвиборних зборів. На цих зборах були присутні представники трудових колективів, що підтримали висунення того або іншого кандидата. Для того, щоб забезпечити собі представництво на окружних виборчих зборах і мати шанс бути зареєстрованим і внесеним до виборчого бюлетеня кандидатові потрібно було заручитися підтримкою як можна більшого числа трудових колективів, організацій і підприємств округу.
Загальні вибори пройшли 26 березня 1989 року, в березні пройшло голосування в громадських організаціях.
Серед народних депутатів було 1957 (87 %) членів і кандидатів в члени КПРС і 292 (13 %) безпартійних. Жінок-депутатів було вибрано 352 (15,7 %).
Народними депутатами було вибрано 237 партійних працівників (10,5 %), 157 радянських працівників (6,7 %), 95 профспілкових працівників (4,2 %), 80 військовослужбовців (3,6 %), 7 релігійних діячів (0,3 %).
На З'їзді комуністична партія, як і передбачалося, отримала переважну більшість. Проте в число депутатів увійшли і представники демократично настроєних кіл суспільства, які дістали можливість використовувати З'їзд як трибуну для виразу власних поглядів. Найліберальніші з цих депутатів склали демократично опозиційну міжрегіональну депутатську групу. Чисельність ядра цієї групи становила близько 250 чоловік.
Союзний депутатський корпус дав дорогу в життя нової генерації політиків в Росії і країнах СНД і Балтії. Серед них — Борис Єльцин, Андрій Сахаров, Анатолій Собчак, Юрій Карякін, Юрій Рижов, Юрій Болдирєв, Галина Старовойтова, Олексій Казаннік, Юрій Афанасьєв і багато інших.
У числі перших народних депутатів СРСР — майбутні глави держав країн СНД Аскар Акаєв, Іслам Карімов, Петро Лучинський, Нурсултан Назарбаєв, Сапармурат Ніязов.